# Sergio Asteriti
Sergio Asteriti (* 13. Februar 1930 in Venedig; † 27. August 2024) war ein italienischer Comiczeichner.

## Karriere
Einige Jahre nach seiner Schulzeit zog Asteriti von Venedig nach Mailand und arbeitete dort bei der Werbeagentur S.P.I.N.T.A. Nach der Pleite der Agentur 1954 nahm er 1955 einen Job als Zeichner beim StudioAlpe an und zeichnete den Comicstrip „Bingo Bongo“. 1959 wechselte er zum Mailänder Studio Dami, für das er ebenfalls seine eigenen Comicstrips für Kinder zeichnete. Zusätzlich entwarf er Kinoposter. 1963 ging er zu Mondadori, dem italienischen Lizenznehmer der Disney-Comics, und zeichnete und schrieb Micky-Maus- und Duck-Comics.

## Veröffentlichungen in Deutschland
In Deutschland sind seine Comics für Mondadori vor allem im Lustigen Taschenbuch erschienen.